# Ветмор, Александр
Александр Ветмор (англ. Alexander Wetmore; 18 июня 1886 — 7 декабря 1978) — американский орнитолог и палеонтолог.
Член Национальной академии наук США (1945).

## Биография
Родился в семье сельского врача Нельсона Франклина Ветмора и Эммы Амелии (урождённая Вудворт) Ветмор. В 1912 году он получил степень бакалавра в Университете Канзаса, в 1916 году — степень магистра наук Университете Джорджа Вашингтона и, наконец, в 1920 году — докторскую степень по зоологии. В 1912 году он женился на Фей Холлоуэй. С 1905 по 1908 год он был ассистентом в Музее естественной истории Канзасского университета, а в 1909 году ассистентом в Денверском музее естественной истории. С 1910 года он работал в отделе исследовательской работы по биологии в Министерстве сельского хозяйства Соединенных Штатов, прежде чем в 1925 году получил должность секретаря-ассистента в Смитсоновском институте. С 1945 по 1952 год он был секретарём Смитсоновского института. В 1930 году вышло в свет его фундаментальное сочинение «A Systematic Classification for the Birds of the World», в котором порядок расположения семейств птиц стал стандартом для орнитологов XX-го столетия. Переиздания появидись затем в 1951 и 1960 году. Следующими знаменательными сочинениями стали «Birds of Haiti and the Dominican Republic» (1931) и «The Birds of the Republic of Panamá» (1965).

## Исследовательская работа
Первая исследовательская поездка Ветмора привела его в 1911 году в Пуэрто-Рико, где он изучал авифауну. В 1918 году он описал остатки вымершего пастушка Дебуа (Nesotrochis debooyi), которые были открыты в 1916 году Теодором Дебуа. В 1920 году Ветмор написал свою докторскую диссертацию под названием «The Birds of Porto Rico». С 1920 по 1921 год он исследовал в Южной Америке миграции птиц между континентами.
Ветмор впервые описал более 189 таксонов птиц. Более 50 видов животных и видов растений были названы в его честь, в том числе ископаемые роды Alexornis и Presbyornis, а также венесуэльский пастушок (Rallus wetmorei), танагра Ветмора (Wetmorethraupis sterrhopteron) и масковая короткоклювая танагра (Buthraupis wetmorei).

## Награды
В 1927 году Ветмор был отмечен медалью Изидора Жоффруа Сент-Илера французского общества охраны природы, в 1931 году он получил медаль Отто Германа от французского союза орнитологов, в 1959 году — медаль Брюстера от Американского общества орнитологов, руководителем которого он был с 1926 по 1929 год. В 1972 году он получил медаль Эллиота Куэса. В 1946 году Ветмор стал почётным доктором университета Висконсина. В 1961 году он стал почётным членом Общества палеонтологии позвоночных.

## Публикации (выборочно)
- «The Book of Birds» (1932)
- «A check-list of the fossil birds of North America» (1940), Вашингтон
- «A Checklist of the Fossil and Prehistoric Birds of North America and the West Indies» (1940, 1956)
- «Song and Garden Birds of North America» (1964)
- «Water Prey and Game Birds of North America» (1965)
- «The Birds of Panama» 4 тома (1968)